# Ulica Władysława Reymonta w Katowicach

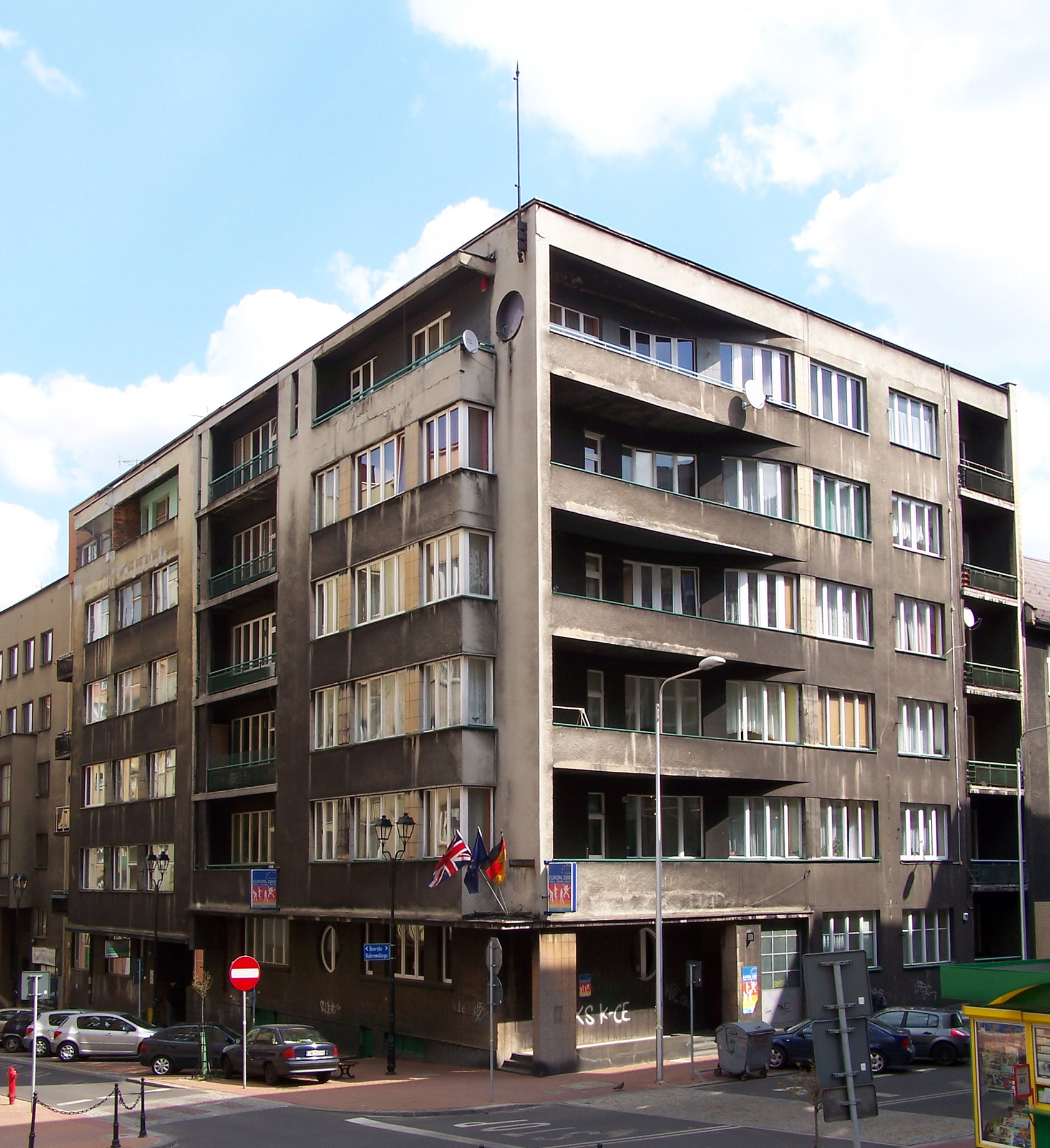
Modernistyczny budynek na rogu ul. H. Dąbrowskiego (po prawej) i ul. W. Reymonta 6 (po lewej)

Ulica Władysława Reymonta w Katowicach (do 1922 i w latach 1939–1945 Godullastraße) – jedna z zabytkowych ulic w katowickiej dzielnicy Śródmieście.

## Przebieg
Ulica rozpoczyna swój bieg od skrzyżowania z ulicą Wojewódzką, krzyżuje się z ulicą Henryka Dąbrowskiego oraz ulicą Jagiellońską (rejon placu Bolesława Chrobrego z pomnikiem Józefa Piłsudskiego). Następnie biegnie obok gmachu Sejmu Śląskiego, ulicy Juliusza Ligonia, ulicy Powstańców. Kończy swój bieg przy ulicy Rybnickiej.
Dnia 17 lutego 1945 uruchomiono pierwszą katowicką linię autobusową. Autobus odjeżdżał z ul. Władysława Reymonta w kierunku Lublińca.

## Obiekty i instytucje
W latach trzydziestych XX wieku powstał zespół kamienic funkcjonalistycznych o bardzo wysokim standardzie, mieszczących się m.in. przy ul. PCK, ul. Henryka Jordana, ul. J. Rymera, ul. M. Curie–Skłodowskiej, ul. Wł. Reymonta, ul. Henryka Dąbrowskiego.
Przy ulicy Władysława Reymonta znajdują się następujące zabytkowe obiekty:
- kamienica mieszkalna (ul. Wł. Reymonta 4), wybudowana w dwudziestoleciu międzywojennym w stylu funkcjonalizmu[9];
- międzywojenna kamienica (ul. Wł. Reymonta 6), wzniesiona po 1930 roku w stylu modernizmu[9]; wpisana do rejestru zabytków 3 grudnia 2009 (nr rej.: A/289/09), ochroną objęto bryłę i elewację budynku[10]; w dwudziestoleciu międzywojennym pod numerem 6 istniała siedziba Śląskiego Klubu Szermierczego[11];
- dawny gmach administracyjny Ogólno-Miejscowej Kasy Chorych (obecnie Akademia Medyczna), ul. Wł. Reymonta 8/10, projektu Stanisława Gruszki[9], wzniesiony w latach 1938–1939[12] w stylu funkcjonalizmu[9];
- pięciopiętrowy murowany budynek mieszkalny (ul. Wł. Reymonta 14), wzniesiony w 1926, posiada drewniany dach kryty papą; wartość budynku na dzień 1 września 1939 wynosiła 700 000 złotych[13];
- czteropiętrowy murowany budynek mieszkalny (ul. Wł. Reymonta 16), wzniesiony w 1926, posiada drewniany dach kryty papą; wartość budynku na dzień 1 września 1939 wynosiła 700 000 złotych[13];
- czteropiętrowy murowany budynek mieszkalny (ul. Wł. Reymonta 18), wzniesiony po 1922, posiada drewniany dach kryty papą; wartość budynku na dzień 1 września 1939 wynosiła 700 000 złotych[14];
- murowany budynek mieszkalno-biurowy (ul. Wł. Reymonta 20)[9], wzniesiony w 1926, posiada drewniany dach kryty papą; wartość budynku na dzień 1 września 1939 wynosiła 900 000 złotych[13];
- murowany budynek mieszkalny (ul. Wł. Reymonta 22)[9], wzniesiony w 1929, posiada drewniany dach kryty papą; wartość budynku na dzień 1 września 1939 wynosiła 600 000 złotych[13];
- dom mieszkalny (ul. Wł. Reymonta 34/36), wzniesiony w stylu modernizmu[9];
- dom mieszkalny (ul. Wł. Reymonta 38/40), wzniesiony w stylu modernizmu[9].

Przy ulicy Wł. Reymonta swoją siedzibę mają: Parafia pw. Nowego Przymierza (Kościół Ewangelicko-Metodystyczny), Club Ozon, Samodzielny Publiczny Szpital Kliniczny im. A. Mielęckiego Śląskiego Uniwersytetu Medycznego - Oddział Chorób Wewnętrznych i Chemioterapii Onkologicznej, Poradnia Internistyczna i Chemioterapii Onkologicznej, Centrum Chirurgii Plastycznej, English Language College Szkoła Języka Angielskiego Metodystów, pogotowie ratunkowe, Rada Krajowa SLD (Śląska Rada Wojewódzka SLD), Regionalne Centrum Innowacji (Śląski Klub Wojewódzki), kancelarie prawne, adwokackie, notarialne, Niezależny Samorządny Związek Zawodowy Solidarność'80.